# Jan van der Laan (biljarter)
Johannes Anthonius (Jan) van der Laan (Ter Aar, 23 september ? – ?, 4 november 1967) was een Nederlands biljarter. Hij nam in seizoen 1924–1925 deel aan het Nederlands kampioenschap ankerkader 45/2 in de ereklasse.

## Titel
- Nederlands kampioen (1x)

Ankerkader 45/2: 2e klasse 1924–1925

## Deelname aan Nederlandse kampioenschappen in de Ereklasse
| Nr. | Kampioenschap     | Plaats    | Klassering | Alg. gemiddelde |
| --- | ----------------- | --------- | ---------- | --------------- |
| 1.  | AK 45/2 1924–1925 | Rotterdam | 4e         | 11,16           |